# فضل النجار
فضل النجار هو لاعب كرة سلة أردني، مواليد الكويت عام 1985. يلعب في المنتخب الأردني لكرة السلة والنادي الأرثوذكسي، وحقق مع المنتخب بطولات كثيرة أهمها التأهل لنهائيات كأس العالم عام 2010 في تركيا.

## روابط خارجية
- فضل النجار على موقع الاتحاد الدولي لكرة السلة (الإنجليزية)
- فضل النجار على موقع كرة السلة الأوروبية.كوم (الإنجليزية)
- فضل النجار على موقع ريلجم (الإنجليزية)
- فضل النجار على موقع سبورتس رفرنس (الإنجليزية)